# 1782 în literatură
Anul 1782 în literatură a implicat o serie de evenimente și cărți noi semnificative.  

## Cărți noi
- Elizabeth Blower - George Bateman
- Fanny Burney - Cecilia
- J. Hector St. John de Crèvecoeur - Letters from an American Farmer
- Pierre Choderlos de Laclos - Les liaisons dangereuses
- Betje Wolff - Historie van mejuffrouw Sara Burgerhart

## Teatru
- Vittorio Alfieri - Saul
- Hannah Cowley - The Belle's Stratagem
- Richard Cumberland - The Walloons
- Denis Fonvizin - The Minor
- Jean-Pierre Claris de Florian - Le Bon Ménage

## Poezie
- William Cowper
  - The Diverting History of John Gilpin
  - Verses Supposed to be Written by Alexander Selkirk
  - Poeme
- John Freeth - Modern Songs
- William Hayley - An Essay on Epic Poetry in Five Epistles to Mason
- William Mason
  - An Archaeological Epistle to Jeremiah Milles....
  - King Stephen's Watch
- Hannah More - Sacred Dramas for Young Persons
- Edward Rushton - The Dismember'd Empire (atribuită.)
- John Scott - Poetical Works
- Helen Maria Williams - Edwin and Eltruda
- John Wolcot as "Peter Pindar" - Lyric Odes, to the Royal Academicians

## Non-fiction
- Thomas Day - Reflections upon the Present State of England, and the Independence of America
- William Gilpin - Observations on the River Wye, and Several Parts of South Wales
- Edmund Malone - Cursory Observations on the Poems Attributed to Thomas Rowley
- John Nichols - Biographical and Literary Anecdotes of William Bowyer
- Thomas Pennant - The Journey from Chester to London
- Isaac Reed - Biographia Dramatica
- Joseph Ritson - Observations on the First Three Volumes of the History of English Poetry
- Jean-Jacques Rousseau - The Confessions
- Ignatius Sancho - Letters of the Late Ignatius Sancho, an African
- Thomas Spence - The History of Crusonia on Robinson Crusoe's Island
- Thomas Tyrwhitt - A Vindication of the Appendix to the Poems, called Rowley's
- Joseph Warton - An Essay on the Writings and Genius of Pope
- Thomas Warton - An Enquiry into the Authenticity of the Poems Attributed to Thomas Rowley